# Wielka Kapela
Wielka Kapela (chorw. Velika Kapela) – masyw górski w Chorwacji, w Gorskim kotarze, część masywu Kapeli.

## Opis
Jest północno-zachodnią i wyższą częścią masywu Kapeli. Zajmuje powierzchnię ok. 2300 km². Jego najwyższe góry to: Bjelolasica (1536 m n.p.m.) z najwyższym szczytem całego Gorskiego kotaru, Viševica (1428 m n.p.m.), Bitoraj (1386 m n.p.m.), Javornica (1374 m n.p.m.), Bijele stijene (1334 m n.p.m.) i Smolnik (1279 m n.p.m.).
Jest głównie zbudowany z wapienia. Obszar Bijele i Samarske stijene od 1985 roku stanowi rezerwat przyrody. Funkcjonuje tu także ośrodek narciarski.
Przez przełęcz Jasenko (628 m n.p.m.) poprowadzono drogę Ogulin – Senj.